# Eve Planeix
Eve Planeix (Clermont-Ferrand, 20 dicembre 2004) è una nuotatrice artistica francese.

## Palmarès
- Europei

Roma 2022: bronzo nel team tecnico, nel team libero e nel team highlights
- Giochi europei

Cracovia 2023: oro nella routine acrobatica e bronzo nella gara a squadre programma tecnico

### Coppa del Mondo
- 7 podi:
  - 3 secondi posti (2 nel duo e 1 nella gara a squadre)
  - 4 terzi posti (4 nella gara a squadre)